# Stabil (Baukasten)

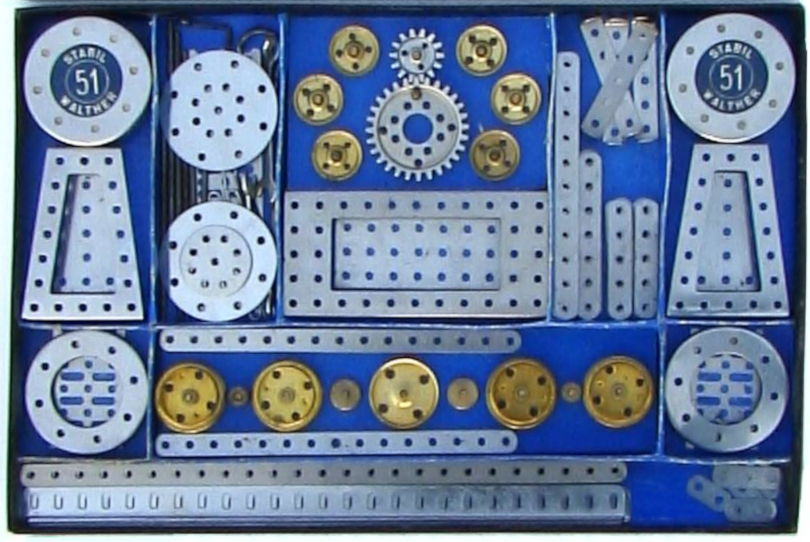
Stabilbaukasten Nr. 51 von 1929

Stabil und Stabil-Baukasten waren Markennamen für einen Metallbaukasten der ehemaligen Berliner Firma Walther & Co. Diese Metallbaukästen waren im Deutschland der 1920er und 1930er Jahren so verbreitet, dass der Name Stabil-Baukasten in Deutschland zu einem Gattungsnamen für alle Metallbaukästen wurde.
Die Schreibweise und die Reihenfolge der Worte für den Namen des hier behandelten Original-Stabil-Baukastens der Firma Walther & Co ist nicht einheitlich. Am häufigsten dürfte die Bezeichnung Walther’s Metall-Baukasten STABIL verwendet worden sein.
Der Stabil-Baukasten von Walther erschien wahrscheinlich im August 1911 auf dem Markt. Die Produktion wurde 1970 eingestellt. Das Firmengelände wurde verkauft.

## Eigenschaften
Der Stabil-Baukasten enthält – wie die anderen Metallbaukästen auch – folgende Bestandteile:
- Flacheisen, die in einem gleichmäßigen Abstand gelocht sind
- Achsen und Räder zum Bau von beweglichen Modellen
- Schrauben und Muttern als Befestigungsmaterial
- ein Anleitungsheft, mit dessen Hilfe man aus den im Kasten enthaltenen Teilen eigene Spielzeuge herstellen kann.

Der originale Stabil-Baukasten der Firma Walther unterscheidet sich von den anderen Metallbaukästen durch die folgenden Eigenschaften:
- Die Flacheisen sind vernickelt und haben einen Lochabstand von 12,5 mm.[1]
- Die Schrauben und Muttern entsprechen der britischen Norm BSW 5/32".[2]
- Als Achsen werden bevorzugt Gewindestifte verwendet.[3]
- Bereits in den kleinen Kästen sind Zahnräder aus geformtem Blech, später aus Duroplast, enthalten. Die Zahnräder haben ganzzahlige Übersetzungsverhältnisse zueinander.
- Die Sprache in den Anleitungsheften ist technisch orientiert, und man achtete darauf, die richtigen technischen Bezeichnungen für die Bauteile, wie sie in der Wirklichkeit sind, anzuwenden.[4]
- Die Nummerierung der Grundkästen liegt zwischen 46 und 55. Je höher die Nummer, desto größer ist der Kasten. Die ungewöhnlichen Nummern lassen sich historisch erklären, denn die Firma Walther produzierte neben Stabil noch eine ganze Reihe anderer Baukästen, etwa Holzbaukästen, denen die niedrigeren Nummern zugeordnet waren.[5]

Im Zeitraum von 1927 bis 1943 unterschied sich das Stabil-System außerdem grundlegend von den Metallbaukästen anderer Hersteller durch die folgenden Merkmale:
- In besonderen Erfinderbaukästen sind Kugellager, Hohlachsen und Zahnräder mit beliebiger Zähnezahl enthalten. Die größeren Räder aus dem Stabil-Baukasten sind so konzipiert, dass sie zu diesen Hohlachsen passen.
- Die Stabil Federmotore waren Entwicklungen, die ähnliche Produkte anderer Hersteller an Energie und Ausdauer deutlich übertrafen.[6]

## Die Geschichte des Stabil-Baukastens
Spätestens 1911 kam Walther's neues Ingenieur-Bauspiel Stabil auf den Markt. Stabil ist die Weiterentwicklung des früheren Metallbaukastens Walther's Ingenieur Bauspiel, der bereits 1904 erschien und damit der erste deutsche Metallbaukasten mit gleichmäßig gelochten Flacheisen und mit Rädern ist. Deshalb enthielten die ersten Stabil-Baukästen noch viele Holzteile, die von dem älteren System übernommen wurden.
Offensichtlich gab es bei den Kunden Verwechslungen bei den Bezeichnungen für das alte und das neue System. So nannte man bereits 1912 den neuen Kasten Walther's neues Konstruktionsspiel STABIL.
Die Nachfrage nach den neuen Baukästen übertraf bereits 1913 alle Erwartungen. Man brachte neue Teile und neue Kästen heraus. Mehrere Sonderkästen zum Bau von Eisenbahnwagen erschienen bis 1914. Die Vorlagenhefte enthielten immer mehr neue Modelle. Das System wurde ständig weiter entwickelt. Ab 1916 hieß das System Walther's neues Metall-Bauspiel STABIL. Ab 1920 gab es die ersten Motoren.
Mit dem Jahr 1921 begann eine neue Periode des Stabil-Systems. Erst jetzt wurden die Namen Stabil und Stabil-Baukasten als Warenzeichen gesetzlich geschützt. Das System heißt jetzt ganz offiziell Walther's Metallbaukasten Stabil.
1921 wurden eine Menge neuer Teile herausgebracht. Zusätzlich wurden die Kästen von ihren Inhalten her überarbeitet und vergrößert. Als Ursache für diese Anstrengungen waren Entwicklungen bei den Mitbewerbern verantwortlich. Bereits 1912 gab es eine deutsche Vertretung des englischen Metallbaukasten-Herstellers Meccano. Im Zuge des 1. Weltkrieges wurde jedoch das Vermögen und die Rechte der Fa. Meccano als Feindvermögen beschlagnahmt. Die Fa. Märklin erwarb 1917 die Meccano-Rechte von der deutschen Regierung, und nach Kriegsende wurde eine eigene Produktion mit neuen, von Märklin selbst entwickelten Teilen  hochgezogen. Die Reaktion der Firma Walther führte dazu, dass das neue Stabil-Sortiment von 1921 die Produkte der Mitbewerber für eine kurze Zeit übertraf, sowohl in der Teileanzahl als auch in der Ausstattung der Kästen.
1925 erschienen die Stabil-Erfinderbaukästen, ein System von Zusatzkästen, die mit den normalen Stabil-Baukästen kombiniert werden mussten. Die Kästen enthielten Teile, die in anderen Metallbaukstensystemen in dieser Art kaum vorkamen.
1927 wurden die Patentzahnräder herausgebracht, ein Sortiment von Zahnrädern mit exakten Übersetzungsverhältnissen 1:2, 1:3, 1:4. Die Vorlagenhefte wurden so überarbeitet, dass die neuen Teile bereits in vielen Modellen verwendet wurden. Die meisten Räder wurden jetzt aus Messingblech gefertigt, insgesamt wurde die Qualität aller Teile wesentlich verbessert.
Nach dem Tod von Franz Walther (1931) wurde die Firma von dessen Sohn Walter Walther weitergeführt. Im Zeitraum von 1932 bis 1943 erfolgten kaum mehr Änderungen an den Baukästen selbst. Es erschienen bis 1936 nur noch einige Stabil Kleinkästen. 1943 wurde die Fabrik bei einem Bombenangriff zerstört.
Ab 1950, nach der Berlin-Blockade, konnte die Fa. Walther den Stabil-Baukasten wieder in West-Deutschland verkaufen. Die ehemaligen ostdeutschen Märkte waren allerdings verloren. Dass die Firma Walther keine Spielzeug-Eisenbahnen vertrieb, erwies sich jetzt als nachteilig, denn die Händler bevorzugten Hersteller, die Modellbahnen und Metallbaukästen gemeinsam lieferten. Man produzierte jetzt nur noch den Stabil-Baukasten. Alle anderen Baukästen der Firma wurden nicht mehr hergestellt. So stiegen, im Rahmen des Wirtschaftswunders, zwar die Umsätze in den 1950er Jahren zunächst, aber in den 1960er Jahren gingen sie, wie bei den anderen Mitbewerbern auch, deutlich zurück. 1970 musste die Produktion eingestellt werden.

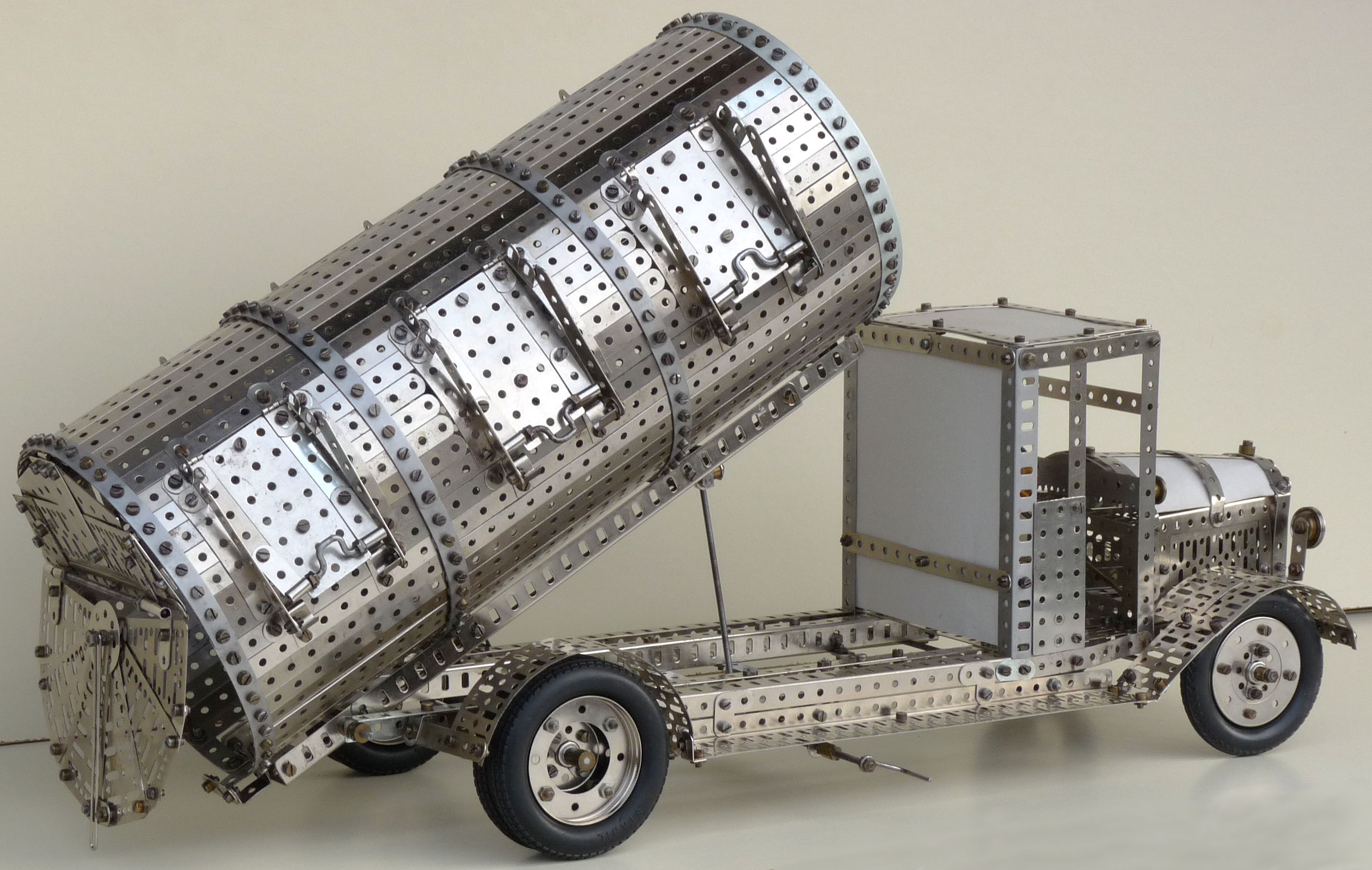
Müllauto

## Modell aus Stabil als Beispiel
Dieses Modell zeigt ein Müllauto von etwa 1930. Damals, in den 1930er Jahren, mussten die Mülleimer noch an die Füllklappen gehoben und eingehängt werden. Dann musste zum Entleeren das Unterteil des Mülleimers hochgehoben werden – alles ohne hydraulische Unterstützung. Das Bild zeigt die Rückseite des Autos bei hochgestellter Trommel und geöffneter Entleerungsklappe.
Das Modell besteht aus vernickelten Teilen. Bei Stabil hat man auf farbige Teile stets verzichtet. Die Firma Walther begründete dies:

Gegen eine bunte Färbung des Metalls ist zu sagen, dass es technisch noch immer unmöglich ist, eine bunte Farbe haltbar auf Metall aufzutragen. Bei gefärbten Metallteilen wird die Farbe nach kurzem Gebrauch an Schraub- und Drehstellen abgenutzt sein und werden die Bauteile dann unansehnlich und unschön wirken.

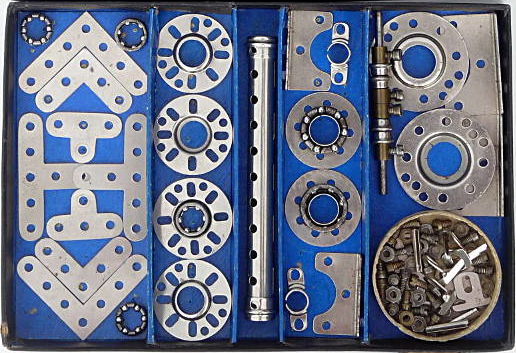
Stabil-Erfinderbaukasten 56 von 1934

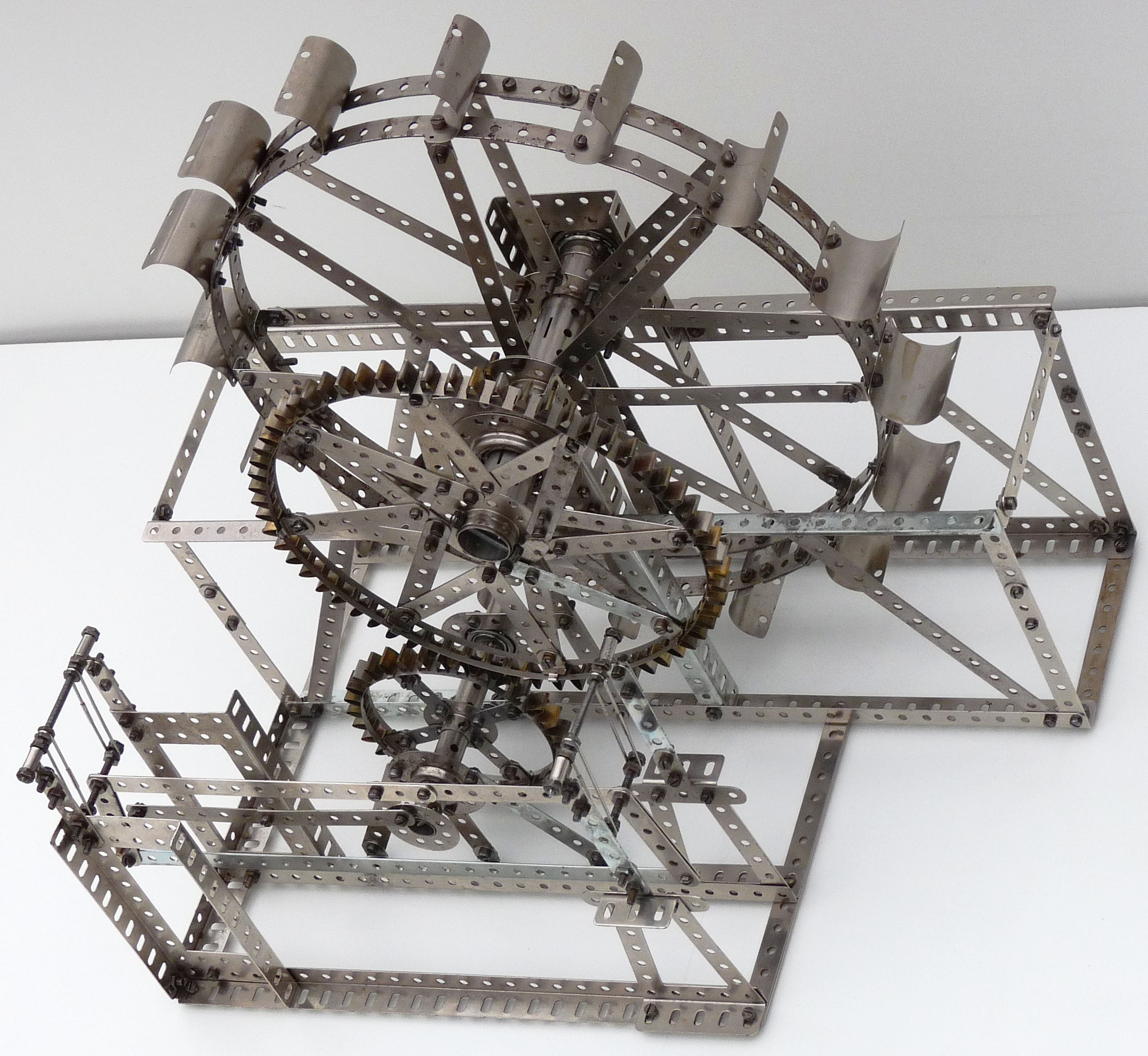
Wasserrad mit Steinsäge

## Stabil-Erfinderbaukästen
1925 erschienen die Stabil-Erfinderbaukästen. Sie bildeten ein System von Zusatzkästen, die mit den normalen Stabil-Baukästen kombiniert werden mussten. Die Kästen enthalten Teile, die in anderen Metallbaukastensystemen in dieser Art nicht vorkommen.

Die Kästen waren kein wirtschaftlich nennenswerter Erfolg. Deshalb sind sie heute recht selten zu finden. Sie wurden 1950 nicht mehr neu aufgelegt.
Die Stabil-Erfinderbaukästen vereinigen mehrere besondere Einzelsysteme:
- ein System zum Herstellen von Zahnrädern mit beliebiger Zähnezahl.[18]
Die Zähne wurden einzeln in passende Lochbänder eingesetzt. Man konnte Zahnräder ab 14 Zähne herstellen. Nach oben gab es keine Grenze.
Für einen universellen Einsatz sind die Zähne jedoch zu groß.
- ein System von Gerollten Wellen, also von Hohlachsen von 14 und 25 mm Durchmesser.[19]
Flacheisen konnte man entweder direkt durchstecken oder über Hakenlaschen daran anbringen. Zum Befestigen von Rädern gab es passende Flansche.
- ein System von Kugellagern für normale Achsen und für die Gerollten Wellen.[20]
Mit den Kugellagern wurden auch Glatte Wellen in die Stabil-Baukästen eingeführt. Die Gerollten Wellen konnten nur mit diesen Kugellagern drehbar in Modelle eingebaut werden.
- ein Sortiment von L-, T- und Bogen-Stücken sowie von Rechteck- und Quadratrahmen.[21]

Der kleinste Erfinderbaukasten, der Nr. 56, enthielt nur Kugellagerteile für Gewindestifte, Glatte Wellen und für eine kleine Gerollte Welle. Daneben war er reichlich mit L- und T-Stücken ausgestattet.

Der größere Kasten 57 enthielt zusätzlich eine zweite kleine Gerollte Welle mit den zusätzlichen Kugellagern. Dann kamen noch Teile zum Bau zweier Zahnräder hinzu.

Erst im größten Erfinderbaukasten 58 waren dann alle Teile enthalten, mit denen man dann auch die Möglichkeiten des Systems ausschöpfen konnte. Nennenswert sind die Gerollten Wellen von 25 mm Durchmesser mit den dazu gehörigen Kugellagern, dann die Zahnradteile sogar mit Kronenradring und schließlich die Quadrat- und Rechteckrahmen sowie verschiedene Bogenstücke.
Das abgebildete Modell, ein Wasserrad mit Steinsäge, konnte mit einem Grundkasten 53 und einen Erfinderbaukasten 58 gebaut werden. Es zeigt ein Zahnrad mit 64 Zähnen und ein Zahnrad mit 32 Zähnen. Das große Zahnrad ist auf einer Gerollten Welle von 25 mm Durchmesser befestigt; das kleinere Zahnrad auf einer Gerollten Welle von 14 mm Durchmesser.

Durch die Kugellagerung der beiden Gerollten Wellen entsteht die einzige erkennbare Reibung zwischen den Zähnen der beiden Zahnräder.
Einmal leicht angestoßen, macht das Schaufelrad viele Drehungen, bis es aufgrund
immer vorhandener Unsymmetrien ausschwingt.